# Lacul Ciurbești - Fânațele Bârca
Lacul Ciurbești - Fânațele Bârca este o arie protejată (arie de protecție specială avifaunistică — SPA) din România întinsă pe o suprafață de 520,7 ha, integral pe uscat.

## Localizare
Situl se întinde pe teritoriile administrative ale comunelor Ciurea, Miroslava, Mogoșești și Voinești din județul Iași. Centrul sitului Lacul Ciurbești - Fânațele Bârca este situat la coordonatele 47°04′23″N 27°30′46″E / 47.073005°N 27.512869°E.

## Înființare
Situl Lacul Ciurbești - Fânațele Bârca a fost declarat arie de protecție specială avifaunistică (ROSPA0158) în septembrie 2016 pentru a proteja 18 specii de animale.

## Biodiversitate
Situată în ecoregiunea continentală, aria protejată nu include niciun habitat protejat.
La baza desemnării sitului se află mai multe specii protejate de  păsări (18): rață pitică (Anas crecca), rață fluierătoare (Anas penelope), rață mare (Anas platyrhynchos), rață pestriță (Anas strepera), stârc cenușiu (Ardea cinerea), stârc roșu (Ardea purpurea), rață cu cap castaniu (Aythya ferina), rața moțată (Aythya fuligula), rață roșie (Aythya nyroca), erete de stuf (Circus aeruginosus), cristel de câmp (Crex crex), egretă albă (Egretta alba), presură de grădină (Emberiza hortulana), cufundar polar (Gavia arctica), stârc pitic (Ixobrychus minutus), sfrâncioc roșiatic (Lanius collurio), sfrânciocul cu frunte neagră (Lanius minor), silvie porumbacă (Sylvia nisoria).